# Christine Ondoa
Pour les articles homonymes, voir Ondoa.
Christine Joyce Dradidi Ondoa, née en 1968, est une femme médecin et une administratrice dans le domaine médical. Elle a été également ministre de la Santé en Ouganda, de 2011 à 2013.

## Biographie
Elle est née dans le district d'Adjumani le 21 octobre 1968. Elle effectue des études supérieures en médecine et en chirurgie jusqu'en 1994, au Makerere University Medical School (MUMS), l'une des plus anciennes écoles de médecine en Afrique de l'Est.  
Elle fait son stage d'interne à Saint-François de l'Hôpital Nsambya de 1994 jusqu'en 1995. Elle reste à Nsambya à partir de 1995 jusqu'en 1997, elle a un enfant en 1996. Puis elle entreprend une formation complémentaire en pédiatrie. Elle est diplômée en pédiatrie en 2000, également au MUMS. Entre 2000 et 2009, elle travaille à l'hôpital d'Arua en tant que pédiatre. Puis de 2009 et 2010, elle passe à l'hôpital de Jinja en tant que pédiatre senior. De janvier 2011 à mai 2011, elle travaille comme directrice exécutive de l'hôpital de Mbarara, et enseigne à l'université des sciences et  technologies de Mbarara. Chrétienne born again, elle est également ordonnée pasteur en 2011, et effectue des prêches à l'église Mbuya-Kinawataka de Lifeline Ministry, une banlieue de Kampala. En mars 2011, elle obtient un diplôme de troisième cycle en administration et gestion publique à l'Uganda Management Institute. Elle devient également présidente du conseil d'administration de l'École de soins Infirmiers et de Sages-femmes de Jinja.
Puis elle est nommée Ministre de la Santé de l'Ouganda le 27 mai 2011,,. Elle est notamment confrontée en 2012 à un début d'épidémie de maladie à virus Ebola, sur laquelle elle communique auprès des médias, et auprès des populations : « Nous avons identifié les cas, nous avons mobilisé les communautés, nous avons surveillé les cas, nous avons repéré ceux qui avaient été en contact avec les patients, nous les avons suivis dans les villages et nous les avons surveillés pendant 21 jours. Nous avons eu une bonne coordination. Avec toutes ces stratégies, on a réussi à gérer efficacement l'épidémie », explique ainsi le docteur MBonye, chargé du contrôle des épidémies au sein de son ministère. Le 24 mai 2013, elle est remplacée par Ruhakana Rugunda, qui devient un an et demi plus tard le nouveau premier ministre ougandais.
Pour sa part, elle est nommée conseillère auprès du président Yoweri Museveni sur la santé publique, et membre du conseil d'administration de l'Alliance Mondiale pour les Vaccins et la Vaccination (GAVI). Puis elle devient directrice générale de la Commission ougandaise de lutte contre le sida, désignée par le président de l'Ouganda en février 2014.